# Себастьєн Ліфшиц
Себастьє́н Лі́фшиц (фр. Sébastien Lifshitz; нар. 21 січня 1968, Париж, Франція) — французький кінорежисер, сценарист і актор.

## Біографія
Себастьєн Ліфшиц народився 21 січня 1968 року в Парижі. Вивчав історію мистецтв в паризькій Школі Лувру (фр. École du Louvre); закінчив Паризький Університет, має ступінь бакалавра з історії мистецтва. 1994 року він дебютував у кіно, знявши свій перший короткометражний фільм, «Я повинна його кохати».
Фільми Себастєна Ліфшица торкаються тем з життя гомосексуалів і лесбійок, а також повій. Він дворазовий володар премії «Тедді», яку присуджує незалежне журі на Берлінському міжнародному кінофестивалі за найкращі фільми ЛГБТ-тематики: за найкращий художній фільм «Безумство» у 2004 році та за найкращий документальний фільм «Бембі» у 2013 році. Документальний фільм Ліфшица 2012 року «Невидимі» отримав у 2013 році французьку національну кінопремію «Сезар».
Критики оцінюють Себастьєна Ліфшица як хорошого драматурга, психолога і талановитого режисера.
Ліфшиц викладає у кіношколі La Fémis (École Nationale Supérieure des Métiers de l'Image et du Son).
У січня 2014 року Себастьєна Ліфшица було нагороджено французьким кавалерським орденом Мистецтв та літератури.
У 2016 році документальний фільм Ліфшица «Життя Терези», що розповідає історію життя французької феміністки Терези Клерк — видатної фігури у боротьбі за легалізацію абортів, за рівноправність чоловіків і жінок та права ЛГБТ, здобув премію Queer Palm.

## Фільмографія
| Рік  |      | Назва українською     | Оригінальна назва     | Режисер | Сценарист | Актор |
| ---- | ---- | --------------------- | --------------------- | ------- | --------- | ----- |
| 1994 | к/м  | Я повинна його кохати | Il faut que je l'aime | Так     | Так       |       |
| 1998 | к/м  | Відкриті тіла         | Les corps ouverts     | Так     | Так       | Так   |
| 1999 | т/ф  | Холодні землі         | Les terres froides    | Так     | Так       | Так   |
| 2000 |      | Майже нічого          | Presque rien          | Так     | Так       |       |
| 2001 | док. | Перетинання           | La traversée          | Так     | Так       |       |
| 2004 |      | Безумство             | Wild Side             | Так     | Так       |       |
| 2009 |      | Точно на південь      | Plein sud             | Так     | Так       |       |
| 2012 | док. | Невидимі              | Les invisibles        | Так     |           |       |
| 2013 | док. | Бембі                 | Bambi                 | Так     | Так       |       |
| 2016 | док. | Життя Терези          | Les Vies de Thérèse   | Так     | Так       |       |

## Визнання
| Нагороди та номінації Себастьєна Ліфшица    | Нагороди та номінації Себастьєна Ліфшица         | Нагороди та номінації Себастьєна Ліфшица | Нагороди та номінації Себастьєна Ліфшица |
| Рік                                         | Категорія                                        | Фільм                                    | Результат                                |
| ------------------------------------------- | ------------------------------------------------ | ---------------------------------------- | ---------------------------------------- |
| Приз Жана Віго                              |                                                  |                                          |                                          |
| 1998                                        | Найкращий короткометражний фільм                 | Відкриті тіла                            | Перемога                                 |
| Каннський міжнародний кінофестиваль         |                                                  |                                          |                                          |
| 1998                                        | Премія Kodak за найкращий короткометражний фільм | Відкриті тіла                            | Перемога                                 |
| 2016                                        | Премія Queer Palm                                | Життя Терези                             | Перемога                                 |
| Міжнародний кінофестиваль у Чикаго          |                                                  |                                          |                                          |
| 2000                                        | Гран-прі Золотий Г'юго                           | Майже нічого                             | Номінація                                |
| Берлінський міжнародний кінофестиваль       |                                                  |                                          |                                          |
| 2004                                        | Премія «Тедді» за найкращий художній фільм       | Безумство                                | Перемога                                 |
| 2004                                        | Премія Манфреда Зальцгебера                      | Безумство                                | Перемога                                 |
| 2013                                        | Премія «Тедді» за найкращий документальний фільм | Бембі                                    | Перемога                                 |
| Міжнародний кінофестиваль в Хіхоні          |                                                  |                                          |                                          |
| 2004                                        | Гран-прі Астурій за найкращий художній фільм     | Безумство                                | Номінація                                |
| 2004                                        | Спеціальний приз журі                            | Безумство                                | Перемога                                 |
| ЛГБТ-кінофестиваль Аутфест                  |                                                  |                                          |                                          |
| 2004                                        | Гран-прі журі                                    | Безумство                                | Перемога                                 |
| Міжнародний кінофестиваль в Сіетлі          |                                                  |                                          |                                          |
| 2004                                        | Нагорода New Director's Showcase                 | Безумство                                | Перемога                                 |
| Паризький ЛГБТ-кінофестиваль Chéries-Chéris |                                                  |                                          |                                          |
| 2012                                        | Гран-прі за найкращий документальний фільм       | Невидимі                                 | Перемога                                 |
| Премія «Сезар»                              |                                                  |                                          |                                          |
| 2013                                        | Найкращий документальний фільм                   | Невидимі                                 | Перемога                                 |
| 2014                                        | Найкращий документальний фільм                   | Бембі                                    | Номінація                                |
| Міланський міжнародний ЛГБТ-кінофестиваль   |                                                  |                                          |                                          |
| 2013                                        | Гран-прі журі за найкращий документальний фільм  | Невидимі                                 | Перемога                                 |
| Золота зірка кіно                           |                                                  |                                          |                                          |
| 2013                                        | Найкращий документальний фільм                   | Невидимі                                 | Перемога                                 |

## Громадська позиція
У липні 2018 підтримав петицію Асоціації французьких кінорежисерів на захист ув'язненого у Росії українського режисера Олега Сенцова